# ¡Deportes de espanto!
¡Deportes de espanto! es una historieta publicada en 1998 del dibujante de cómics español Francisco Ibáñez perteneciente a la serie Mortadelo y Filemón.

## Trayectoria editorial
Publicada en 1998 en el n.º 76 de Magos del Humor y más tarde en el n.º 144 de la Colección Olé.

## Sinopsis
El Súper, enfadado porque sus agentes son unos flojos, obliga a Mortadelo y Filemón a realizar diversos deportes peligrosos como puenting o parapente. Sin embargo, la mala suerte que tienen estos les hace "encontrarse" con diversos políticos, provocándoles accidentes de diversa consideración.

## Encontronazos
- José María Aznar (entonces presidente del gobierno) aparece en las pistas de esquí del Montviolette (una clara referencia al Mont Blanc) y es arrollado por una bola de nieve gigante en la que están Mortadelo y Filemón. El rey Juan Carlos I también aparece esquiando en ese mismo capítulo.
- El papa (posiblemente Juan Pablo II) es aplastado por Mortadelo y Filemón cuando éstos están practicando puenting.
- En el último capítulo, Mortadelo y Filemón disparan (y montan) un misil de manera accidental. Este acaba alcanzando la Casa Blanca: unos segundos antes de que estalle, se puede oír a Bill y Hillary Clinton hablando (incluso se hace una referencia al caso Lewinsky).